# Excellentie (stripreeks)
Excellentie (Deens: Statsministeren) is een Deense stripserie bedacht door Carsten Graabæk. De serie loopt sinds 1982. De strip werd in Nederland in de jaren tachtig onder andere gepubliceerd in de Leeuwarder Courant, het Utrechts Nieuwsblad en Het Vrije Volk en er werden twee albums uitgegeven door uitgeverij Magic Press.

## Inhoud
De strip gaat over een minister-president die regeert over een West-Europees land genaamd Avondland. De premier is een beetje een miezerig mannetje die Graabæk in zijn luchtige satirische strip gebruikt om te wijzen op de ijdelheid van de politiek en de hebberigheid van de Westerse cultuur. Ook wordt religie niet gespaard. Elk stripje is drie of vier plaatjes lang. Naast de minister-president, zijn andere terugkerende personages in de strip: de koningin, de secretaris-generaal, de admiraal en de generaal.

## Prijzen
In 1990 ontving Graabæk voor zijn strip uit handen van de Deense premier Poul Schlüter de Pingprisen, een Deense stripprijs.